# Palm Jebel Ali

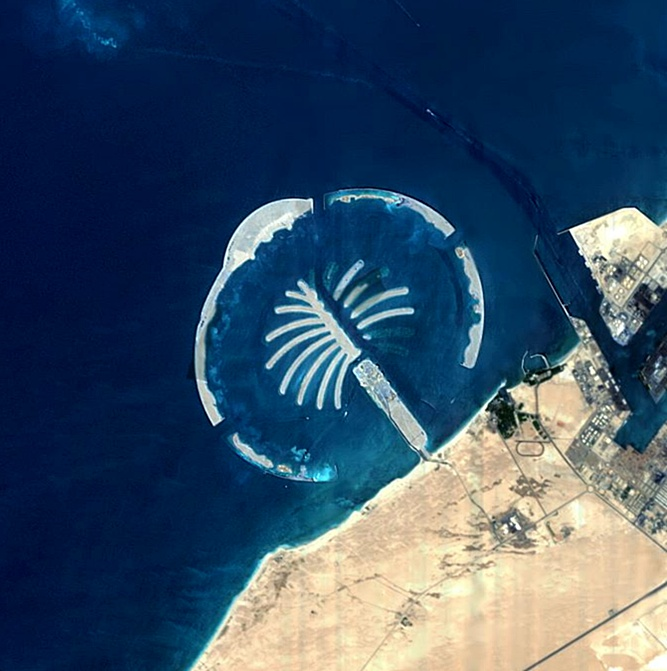
Palm Jebel Ali em 2005

Palm Jebel Ali é um arquipélago artificial em Dubai, Emirados Árabes Unidos, cuja construção começou em outubro de 2002 e que foi originalmente planeado para estar completo em meados de 2008. No entanto, desde 2011 a construção está parada.
O projecto era 50 porcento maior do que o da Palm Jumeirah,o projecto é proposto a incluir seis marinas e um parque aquático temático.